# Rákevő mongúz
A rákevő mongúz (Urva urva, korábban Herpestes urva) vagy rákászmongúz az emlősök osztályába, a ragadozók rendjébe, a macskaalkatúak alrendjébe és a mongúzfélék családjába tartozó faj.

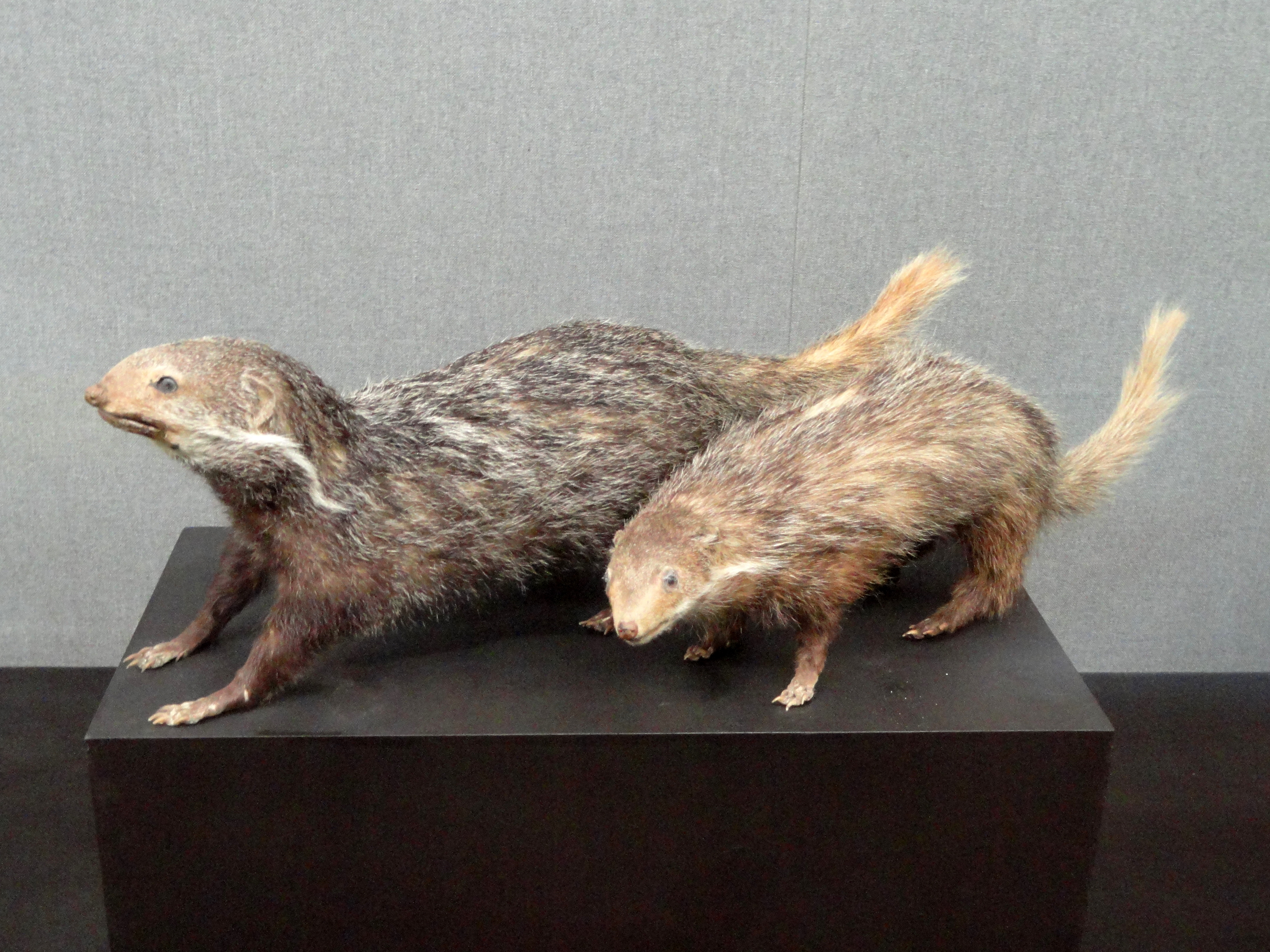
Kitömött példányok
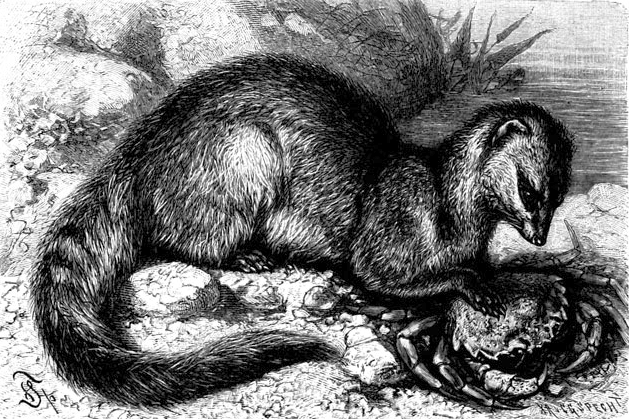
Rajz az állatról

## Megjelenése
A rákevő mongúz egy viszonylag nagy mongúzfaj, testhossza körülbelül 44-56 centiméter, farokhossza 26,5-34 cm, súlya körülbelül 3-4 kilogramm. Alapszíne a szürkétől a feketésbarnáig terjed, egyes szőrszálai világos és sötét gyűrűsek. Fedőszőrzete meglehetősen hosszú (a hátán kb. 4-5 cm). Jellemző rá a fehéres, körülbelül 8-9 cm hosszú nyakcsík, a fehér áll, a szürkés torok és a sötét mellkas. Lábai szintén sötét színűek, míg hasa viszonylag világos, a fej teteje fehér foltos, pofája halványsárga. A végbélnyílás két oldalán két cseresznye méretű anális mirigy található. Fogképlete 40 fogból áll.

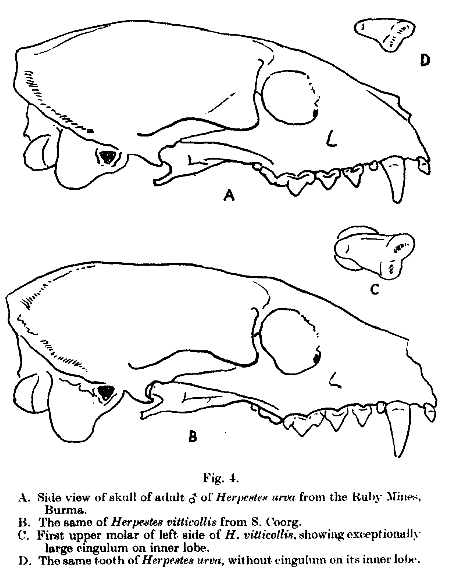
Rákászmongúz (A, D) és csíkosnyakú mongúz (Urva vitticolla, B, C) koponyája és foga

## Elterjedése, élőhelye
A rákevő mongúz örökzöld és lombhullató erdőkben, cserjésekben, vizes területeken és ültetvényeken él. Gyakran vizek, például tavak és folyók közelében található. Elterjedési területe Délkelet-Ázsia nagy részén, így Nepáltól és Dél-Kínától a Maláj-félszigetig nyúlik. Tajvan és Hajnan szigetén is előfordul. Egyes területeken, például Tajvanon és Laoszban a rákevő mongúzt húsáért vadásszák; szőrméje miatt is üldözik.

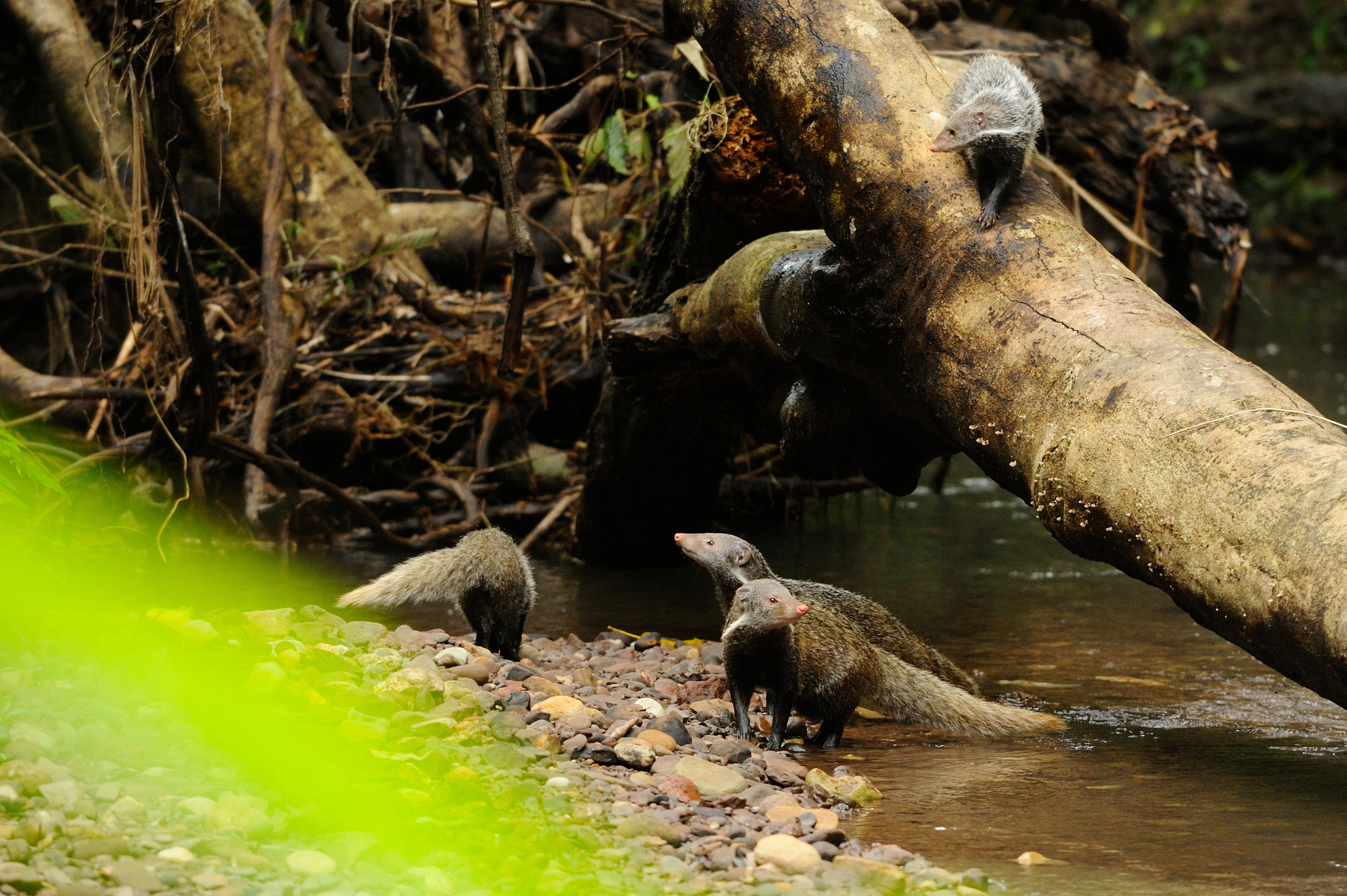
Rákevő mongúzok egy vízparton

## Életmódja
A rákevő mongúz tipikusan mindenevő, és nagyon változatos étrenddel rendelkezik. Észak-Thaiföldön például tápláléka nagy része rákokból (28%) és rovarokból (29%) áll. Ezenkívül nagyrészt a kétéltűek, hüllők, puhatestűek és férgek teszik ki az étrendje nagy részét. Ezzel szemben például Dél-Kínában a rágcsálók tűnnek fontos zsákmányállatoknak. Úgy tűnik, a madarak, a halak és a gyümölcsök kevésbé fontosak számára. Életmódjáról viszonylag keveset tudunk. A fajról azt mondják, hogy jó úszó és búvár, ami hasznára válik a rákokra és más vízi állatokra való vadászatkor; legtöbbször azonban a szárazföldön mozog. Általában magányosan élnek, de néha legfeljebb négy állatból álló kis csoportokról számolnak be. Úgy tűnik, hogy ezek a mongúzok nappal és éjszaka is aktívak. Pihenőidejükben búvóhelyeket keresnek, például üregeket. Vemhességi ideje 50-63 nap, egy alom két-négy kölyökből áll.

## Természetvédelmi helyzete
Ez a faj mind a kameracsapdák felvételei, mind a közvetlen megfigyelések során az egyik leggyakrabban észlelt kisragadozó (az adatok többsége nem publikált) Laoszban, Vietnámban és Kambodzsában, meglehetősen éles ellentétben egy másik, hasonló élőhelyet használó földön élő fajjal, az indiai cibetmacskával (Viverra zibetha); ez erősen utal arra, hogy sokkal nagyobb az ellenállóképessége a jelenlegi vadászati nyomással szemben. Bár az alföldi síkságokon élő populációi bizonyos területeken kétségtelenül meredeken csökkennek, az átlagos globális csökkenés valószínűleg nem fogja megközelíteni a mérsékelten fenyegetett kategóriába soroláshoz szükséges mértéket a legutóbbi vagy az elkövetkező három generáció során (19 év). Mindazonáltal a faj viszonylag gyakori, és a Természetvédelmi Világszövetség a nem fenyegetett kategóriába sorolja. Kínában, Thaiföldön, Mianmarban és a Maláj-félszigeten védett. Az indiai vadon élő állatok védelméről szóló 1972. évi törvény IV. jegyzékében és a CITES III. függelékében (India) szerepel.

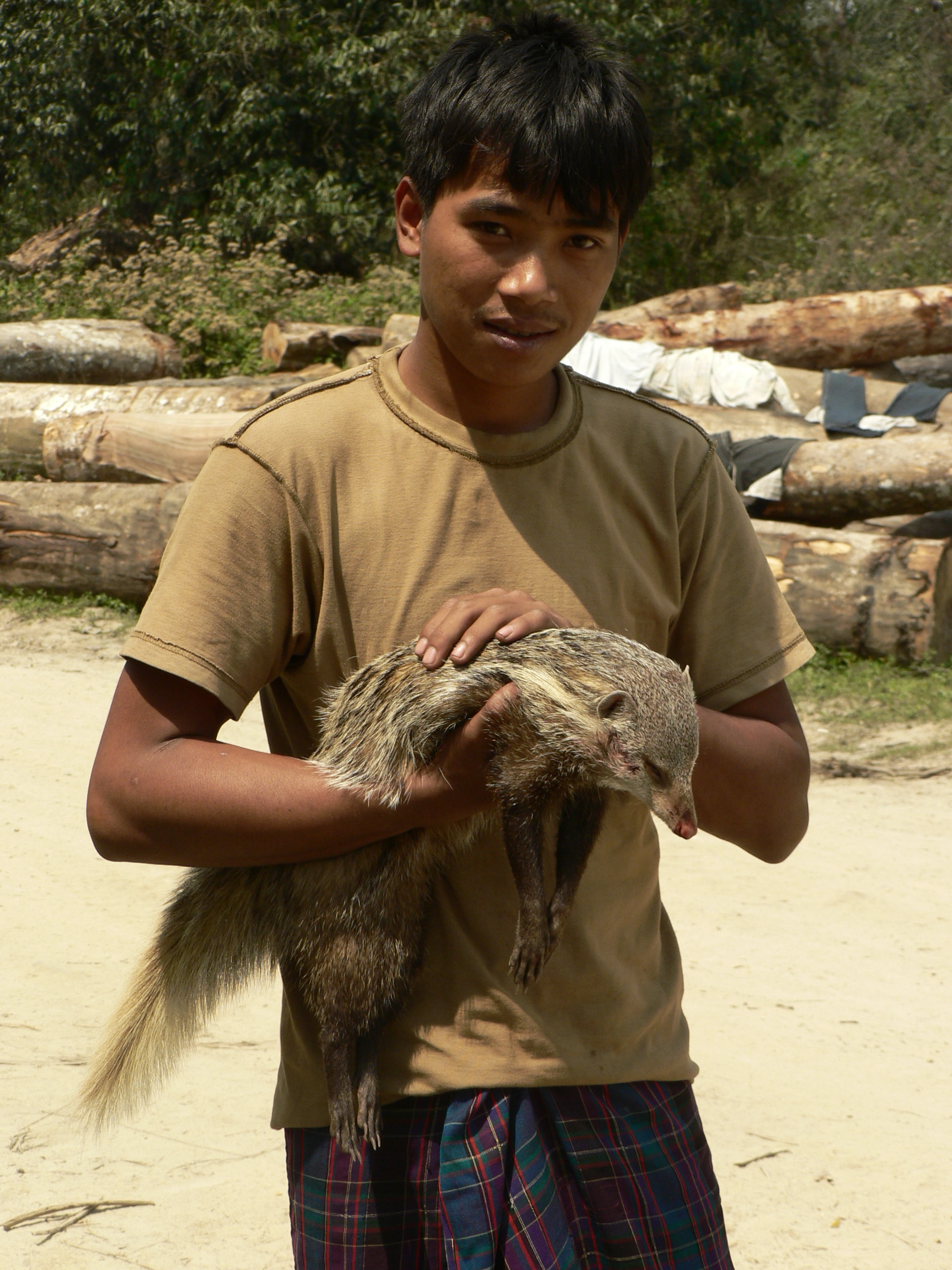

## Rendszertani helyzete
A rákevő mongúzt először Brian Houghton Hodgson brit természettudós írta le 1836-ban Gulo urva néven, 1837-ben pedig bevezette számára az Urva nemet. Később a Herpestes nembe sorolták be, amelyet 1811-ben Johann Karl Wilhelm Illiger német zoológus vezetett be. Mivel a Herpestes nemről kiderült, hogy az ázsiai fajokkal együtt polifiletikus, egyes szerzők a közelmúltban az Urva nembe helyezték őket. Az Urva nem közös kládot alkot az Atilax (mocsári manguszta) és a Xenogale nemekkel (hosszúorrú mongúz).

## Fordítás
Ez a szócikk részben vagy egészben  a   Krabbenmanguste című német Wikipédia-szócikk ezen változatának fordításán alapul.  Az eredeti cikk szerkesztőit annak laptörténete sorolja fel. Ez a jelzés csupán a megfogalmazás eredetét és a szerzői jogokat jelzi, nem szolgál a cikkben szereplő információk forrásmegjelöléseként.